# Mectron
A Mectron foi uma empresa atuante do setor de bélico de defesa, fundada em 14 de fevereiro de 1991. Em 2011, passou ao controle da Odebrecht Defesa e Tecnologia (ODT), da Odebrecht (atual Novonor). Em 2016, foi adquirida pela Elbit Systems.

## Histórico
Fundada em 14 de fevereiro de 1991, a empresa nasceu da associação de engenheiros oriundos das empresas e instituições de tecnologia do segmento aeroespacial de São José dos Campos.
Logo após a sua fundação a Mectron foi contratada pela DACM (atual DSAM), órgão da Marinha Brasileira então responsável pela escolha dos fornecedores para o programa de modernização das fragatas classe Niterói visando capacitá-las para a defesa antiaérea contra ataques de mísseis voando a baixa altitude. Para a realização deste trabalho foi desenvolvido um software capaz de representar com realismo cenários de combate e toda a sequência de eventos envolvidos, desde a detecção dos alvos, a designação das armas, o acionamento das contramedidas, o lançamento de mísseis de defesa e o disparo dos canhões, até a neutralização da ameaça ou seu eventual impacto na fragata.
Paralelamente a empresa desenvolveu soluções com ênfase nas áreas de automação industrial, prestando serviços a empresas como Johnson & Johnson e General Motors, mas também no controle de tráfego veicular com o desenvolvimento de um controlador eletrônico de semáforos de baixo custo, posteriormente vendido a diversas cidades do estado de São Paulo, como Jacareí, Valinhos e São José dos Campos.
A Mectron atuou de forma independente de 1991 a 2008, sem receber qualquer tipo de transferência tecnológica ou parceria com outra empresa ou país. Em 2007, o BNDES entrou como sócio da Mectron, fomentando novos projetos e tecnologias. A partir de 2008, passou a integrar o programa que culminou no A-Darter, quando passou a crescer de forma mais acelerada, sendo adquirida pela Odebrecht em 2011. Com a entrada da Odebrecht o BNDES se retira da sociedade. A Odebrecht assegurou novos recursos à Mectron, mas causou endividamento da empresa. A partir de 2014, uma nova operação da Lava Jato atinge as empreiteiras, cortando o acesso ao crédito pela Odebrecht e levando a Mectron ao colapso.
Em 2015, ex-funcionários e sócios da Mectron se retiram da empresa e fundam a SIATT, adquirindo parte de sua propriedade intelectual.

## Produtos
- MSS-1.2: míssil anticarro terra-terra com guiagem à laser e médio alcance (3 km).
- MANSUP: anteriormente MAN-1, míssil antinavio em desenvolvimento.